# マイケル・ブライアン・フレンチ
マイケル・ブライアン・フレンチ（Michael Bryan French）は、アメリカ合衆国の俳優。

## フィルモグラフィー

### 映画
- グリマーマン（1996年）
- ラストサマー2（1998年）
- ビッグ・ライアー（2002年）
- リカウント（2008年）
- ウルフ・オブ・ウォールストリート（2013年）
- あなたを見送る7日間（2014年）

### テレビ
- タイムマシーンにお願い（1990年）
- Xファイル（1993年）
- ER緊急救命室（1995年 - 1996年）
- 堕ちた弁護士 -ニック・フォーリン-（2001年）
- 24 -TWENTY FOUR-（2002年 - 2009年）
- 女検死医ジョーダン（2004年）
- CSI:科学捜査班（2004年 - 2012年）
- コールドケース 迷宮事件簿（2005年）
- プリズン・ブレイク（2008年）
- BONES（2009年）
- ブレイキング・バッド（2010年）
- グッド・ワイフ（2012年）
- アウェイク 〜引き裂かれた現実（2012年）
- PERSON of INTEREST 犯罪予知ユニット（2014年）